# Club Social y Deportivo Lautaro de Buin
Il Club Social y Deportivo Lautaro de Buin è una società calcistica cilena, con sede a Buin. Milita nella Liga Chilena de Fútbol Segunda División, la terza serie del calcio cileno.

## Storia
Fondato nel 1923, non ha mai vinto trofei nazionali.

## Giocatori celebri
- Hans Martínez
- Fernando Meneses
- Pablo Tamburrini

## Allenatori celebri
- Pablo Galdames
- Juan Machuca